# Tridentifera roseoculma
Tridentifera roseoculma is een slakkensoort uit de familie van de Rastodentidae. De wetenschappelijke naam van de soort is voor het eerst geldig gepubliceerd in 1966 door Ponder.